# Izonete de Jesus Araújo Aguiar
Izonete de Jesus Araujo Aguiar ( 1947) es una botánica, y micóloga brasileña. Es Coordinadora de los Cursos de Pds-Graduado en Botánica, Instituto Nacional de Pesquisas da Amazônia INPA

## Algunas publicaciones
- 1984. Contribuição ao conhecimento da família Cortinariaceae (Agaricales) na Amazônia brasileira. Tesis doctoral, Instituto Nacional de Pesquisas da Amazônia e Fundação Universidade do Amazonas
- Moura, mcn; ija Aguiar. 2001. Diversidade de fungos macroscópicos na Reserva Florestal Walter Egler, Manaus, Amazonas, Brasil. En: X Jornada de Iniciação Científica do INPA, Manaus, Amazonas. Anais da X Jornada de Iniciação Científica do INPA, Manaus, Amazonas, Brasil. p. 23-25
- Souza, mc; jl Guillaumet, ija Aguiar. 2003. Ocorrência e distribuição de teridófitas na Reserva Florestal Walter Egler, Amazônia Central, Brasil. Acta Amaz. 33 (4): 555-562
- helenires Queiroz de Souza, izonete de Jesus Araújo Aguiar. 2007. Ocorrência do gênero Marasmius Fr. (Tricholomataceae, Agaricales) na Reserva Biológica Walter Egler, Amazonas, Brasil. Acta Amaz. 37 ( 1):

### Libros
- helenires Queiroz de Souza, izonete de Jesus Araújo Aguiar. Diversidade de Agaricales (Basidiomycota) na Reserva Biológica Walter Egler, Amazonas, Brasil. 382 kb (enlace roto disponible en Internet Archive; véase el historial, la primera versión y la última).

- La abreviatura «I.J.A.Aguiar» se emplea para indicar a Izonete de Jesus Araújo Aguiar como autoridad en la descripción y clasificación científica de los vegetales.[2]
- Portal:Biografías. Contenido relacionado con Botánica.